# لورا كاردوسو
لورا كاردوسو (بالبرتغالية: Laura Cardoso‏) من مواليد 13 سبتمبر 1927، هيَ مُممثلة برازيليّة.

## الحياة المُبكرة
وُلدت لوريندا كاردوسو في ساو باولو لوالدين من المُهاجرين البرتغاليين إلى البرازيل. حسب تصريحات لورا نفسها؛ فإنّ والديها قد منعاها بدايةً من دخول المجال الفنيّ لكنها كافحت من أجل ذلك ليَسمحا لهذا في نهاية المطاف. بدأت المشاركة في مجال التمثيل حينما بلغت الخامسة عشرة من عمرها ثم التحقت فيما بعد براديو كوزموس ومن هناك صقلت مهاراتها فانطلقت صوب مجال التمثيل.

## المسيرة المهنية
ظهرت لأوّل مرة على شاشة التلفاز عام 1952 في دور ثانوي بمُسلسل محلي ثمّ شاركت فيما بعد في عدد من المسلسلات بما في ذلك مسلسل أم لوغار آو سول الذي صدرَ عام 1959 ومن ثمّ إدولو دي بانو عام 1975 للمخرج تيكسيرا فيلهو. في نفس الوقت؛ عملت كاردوسو لصالح شركة ريكورد تي في التلفزيونية. بعد عامين فقط؛ تخصّصت لورا في المسرح وذلكَ في عام 1981 حيثُ دعيت من قِبل قناة غلوبو للمشاركة في بعض الأعمال الفنيّة. تألقت في العام الموالي بعدما ظهرت في كثير الأعمال التي نُقلت على قنوات محليّة في البرازيل وهناك بدأ الجمهور في التعرّف عليها حتى عام 1994 حينما انتقلت للمستوى الأعلى فصارت ضمنَ نجمات الصف الأول في مجال التمثيل في دولة البرازيل.
ظهرت لورا عام 1995 في مسلسل إرماوس كوراجيم حيث شاركت فيه بدور رئيسي على عكس باقي أدوارها السابقة والتي كانت تلعبُ دورًا ثانويًا أو دورَ البطولة المُشترك. عادت للعب دور البطولة مُجددًا في عام 1998 من خلال فيلم فيلا مادالينا ثمّ شاركت بعد ذلك بفترة وجيزة في ثلاث أعمال لصالحِ شركة ريكورد تي في. ظهرت في عام 2005 في سلسلة مصغرة بعنوان هوجي ديا دي ماريا. انتقلت بعدَ ذلك للمشاركة في أفلام وأعمال خارجَ البرازيل بما في ذلك سينما بوليوود من خِلال فيلم جسور الهوى - حب في الهند الذي صدرَ عام 2009. لعبت دور البطولة عام 2010 في فيلم اراغوايه ثم ظهرت في عام 2014 في ثلاث مسلسلات محليّة.

## روابط خارجية
- لورا كاردوسو على موقع IMDb (الإنجليزية)
- لورا كاردوسو على موقع ألو سيني (الفرنسية)
- لورا كاردوسو على موقع أول موفي (الإنجليزية)
- لورا كاردوسو على موقع قاعدة بيانات الفيلم (الإنجليزية)
- لورا كاردوسو على موقع كينوبويسك (الروسية)